# Saint-Sébastien-de-Morsent
Saint-Sébastien-de-Morsent é uma comuna francesa na região administrativa da Normandia, no departamento de Eure. Estende-se por uma área de 10,03 km². Em 2010 a comuna tinha 5 816 habitantes (densidade: 579,9 hab./km²).